# Bicellariella chuakensis
Bicellariella chuakensis is een mosdiertjessoort uit de familie van de Bugulidae. De wetenschappelijke naam van de soort is, als Bicellaria chuakensis, voor het eerst geldig gepubliceerd in 1913 door Waters.